# Kleingurmels
Kleingurmels (toponimo tedesco; in francese Cormondes-le-Petit) è una frazione del comune svizzero di Gurmels, nel Canton Friburgo (distretto di Lac).

## Storia

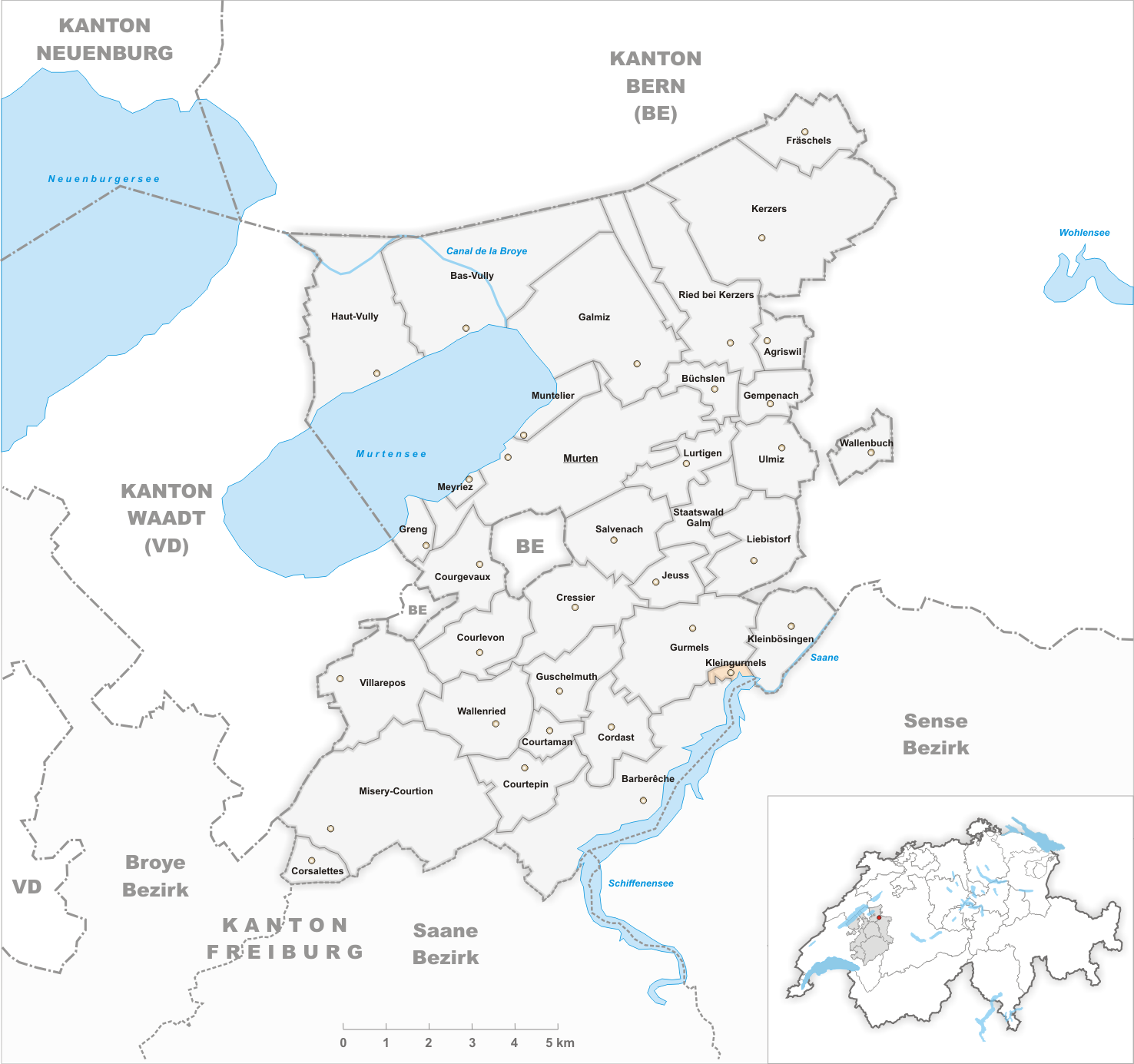
Il territorio del comune di Kleingurmels prima degli accorpamenti comunali del 2000

Già comune autonomo, nel 2000 è stato accorpato a Gurmels.

## Società

### Evoluzione demografica
L'evoluzione demografica è riportata nella seguente tabella:
Abitanti censiti

## Amministrazione
Ogni famiglia originaria del luogo fa parte del comune patriziale che ha la responsabilità della manutenzione di ogni bene comune.